# Kyffhäuserkreis
Kyffhäuserkreis är ett distrikt (Landkreis) i norra delen av det tyska förbundslandet Thüringen.

## Administrativ indelning
I förvaltningsrättslig mening finns i modern tid ingen skillnad mellan begreppet Stadt (stad) gentemot Gemeinde (kommun). Följande kommuner och städer ligger i Kyffhäuserkreis: 

### Städer
| - Bad Frankenhausen/Kyffhäuser | - Greußen | - Sondershausen | - Roßleben-Wiehe |

### Kommuner
| - Helbedündorf | - Kyffhäuserland |  |  |

### Förvaltningsgemenskaper

#### Greußen
| - Clingen (stad) - Niederbösa | - Oberbösa - Topfstedt | - Trebra - Wasserthaleben | - Westgreußen |

#### Ebeleben
| - Abtsbessingen - Bellstedt | - Ebeleben - Freienbessingen | - Holzsußra | - Rockstedt |

#### Artern
| - Artern (stad) - Borxleben | - Gehofen - Kalbsrieth | - Mönchpfiffel-Nikolausrieth | - Reinsdorf |

#### An der Schmücke
| - Etzleben | - Oberheldrungen | - An der Schmücke |  |